# Jo Christiaens
Jo Christiaens (Turnhout, 17 april 1988) is een Belgisch voormalig voetballer die als verdediger speelde. Nadien werd hij trainer. Sinds 2025 is Christiaens trainer van KSC Hasselt.

## Carrière
Christiaens sloot zich in 1996 aan bij KV Turnhout. Westerlo haalde hem daar in 2001 weg. Hij maakte er in 2008 voor het eerst deel uit van de A-kern en maakte er op 24 oktober 2009 zijn debuut in eerste klasse tegen Charleroi. De week daarop kreeg hij in de thuiswedstrijd tegen Roeselare zijn eerste basisplaats in de eerste klasse. In 2010 vertrok hij naar het toenmalige Verbroedering Geel-Meerhout. In het seizoen 2017/18 speelde hij voor  KFC Oosterzonen Oosterwijk. Hij besloot zijn loopbaan als speler in 2020 bij Thes Sport te beëindigen. In 2020 werd Christiaens hoofdtrainer van KFC Turnhout.